# Sprinkenhof
Sprinkenhof er en kontorbygning på ni etager bygget mellem 1927 og 1943 i Hamborgs Kontorhausviertel. Komplekset grænser op til gaderne Altstädter Straße, Burchardstraße og Johanniswall. Springeltwiete løber gennem den indre gårdhave. Chilehaus ligger direkte mod nordøst, kun adskilt af hovedvejen.

## Historie
Arkitekterne Fritz Höger og Hans og Oskar Gerson arbejdede sammen om planlægning og opførelse af bygningen. Planlægningen begyndte i 1925. Det oprindelige design indeholdt 122 lejligheder med et samlet areal på 10.600 m², men planen blev ikke realiseret. Hamburgs første underjordiske parkeringsplads blev bygget i kælderen på Sprinkenhof. Den østlige fløj ved Johanniswall blev bygget af Höger alene; Hans Gerson var døde allerede i 1931, og Oskar Gerson havde ikke længere lov til at udøve sit erhverv. Mellem 1999 og 2002 blev bygningskomplekset delvist genopbygget og grundigt renoveret.  

## Arkitektur
Hans og Oskar Gerson blev inspireret af både Dogepaladset i Venedig og Casa de las Conchas i Salamanca. På hjørnet Niedernstraße / Johanniswall har bygningen et "rundt hjørne" - et typisk stilelement fra denne tid. Sprinkenhof blev bygget opført i et indre skelet lavet af armeret beton og er et andet eksempel på murstensekspressionisme. På tidspunktet for opførelsen var det Europas største kontorbygning. 
Facaden blev dekoreret med rhombiske klinkermønstre at at understrege blokkarakteren. Derudover blev facaden dekoreret med klinker og terracotta. Facaden overfor Chilehaus er dækket af ornamenter, der henviser til Hamburgs hansestedshistorie, som måger, våbenskjold, tandhjul og sejlskibe. Talrige ornamenter blev designet af Ludwig Kunstmann, der også skabte en knytnæve til bygningen, som inkluderer en gylden hammer.
Fire skulpturer blev skabt af Hans Wagner, hvoraf to blev ødelagt af bomber i 1943. En mandlig og en kvindelig skulptur er stadig bevaret.

## Galleri
- Sprinkenhof (højre) og Chilehaus (venstre)
- Facadedetaljer
- Indre gårdhave
- Golden Hammer af Ludwig Kunstmann
- Mandlig figur med hammer af Hans Wagner
- Kvindelig figur med fisk af Hans Wagner
- Placering af Sprinkenhof (grøn) inden for Kontorhaus-distriktet